# Mangaia Airport
Mangaia Airport (IATA: MGS, ICAO: NCMG) är en flygplats på ön Mangaia i Cooköarna. År 2007 mottog flygplatsen $5 miljoner för utveckling. Flygningar går hit fyra gånger i veckan.

## Flygbolag och destinationer
| Flygbolag     | Destinationer |
| ------------- | ------------- |
| Air Rarotonga | Rarotonga     |